# 努瓦帕達縣
努瓦帕達縣是印度的一個縣，位於該國東部，由奧里薩邦負責管轄，面積3,408平方公里，每年平均降雨量1,230毫米，2011年人口606,490，人口密度每平方公里178人。

## 外部連結
- 官方网站